# Grad Planina
Za grad v Planini pri Rakeku glej Grad Hošperk.
Grad Planina (nemško  Montpreis, Monpreis ) se nahaja nad istoimenskim trgom Planina pri Sevnici v Občini Šentjur pri Celju in je danes v razvalinah.

## Zgodovina
Obstoj gradu Planina je izpričan vsaj od leta 1190 naprej, ko se omenja prvi znani planinski vitez Ortolf - Ortolfus de Munparis. Ta je bil ministerial krških škofov, ki so to posest grofice Heme Breže-Selške pridobili preko krškega samostana. Prvotni grad je torej takrat že stal, v pisnih virih pa na njega naletimo šele leta 1227, ko se omenja kot castrum Momparis. Leta 1250 kot castrum Mvnparis, leta 1301 kot burg vnd vest Montpreis, 1320 vest Monpreis in 1478 gsloss Montpreis.
Planinski vitezi so gospodovali na gradu do sredine 13. stoletja, ko je malo pred letom 1250 umrl poslednji planinski vitez Ulrik, poročen s Heradis, hčerjo Friderika IV. Ptujskega. Grad je nato prešel v last Ptujčanov, ki so si privzeli ime vitezi Planinski.
Grad Planina z gospoščino je prešel v last Celjskih grofov leta 1341, ko ga je Ulrik Žovneški kupil od Henrika in Ulrika Ptujskega. Po izumrtju celjskih v letu 1456 je grad postal deželnoknežji.
Med deželnoknežjimi oskrbniki gradu so bili najprej Brestaniški vitezi (Reinprecht von Reichenburg ter njegova brata Jošt in Hanns); nato na kratko leta 1478 Andrej Hohenwarter. Še istega leta je bil grad in gospostvo podeljeno v zakup Joštu Katzendorfu, ki mu leta 1484 sledi brat Jurij Katzendorf. Leta 1490 je zakupnik postal Gregor Lamberger, dve leti kasneje pa njegov brat Žiga. Lambergi ostanejo zakupniki do leta 1564, ko grad in gospostvo v zakupu podeduje Jošt Jožef baron Thurn, ki je grad prejel tega leta od nadvojvode Karla in ga posedoval do leta 1576. Sledi zakupnik Jurij Ainkhürn, po letu 1588 pa je gospoščina z gradom prešla v roke rodovine Moscon. Za časa Mosconov, ob kmečkem puntu leta 1635, so uporni kmetje vdrli v grad in ga delno opustošili. Po smrti Franca Antona Moscona (1763), poslednjega planinskega graščaka iz rodovine Mosconov, preide okoli leta 1768 grad in posest v roke Franca Antona Prothasija. Lastniki ostanejo vse do leta 1823, ko jih nasledi Jurij pl. Maček (do leta 1830) in nato njegov sorodnik dr. Jožef Gorišek (do leta 1851), Uso baron Kinsberg in J. Holand pl. Gründenfels do leta 1863, tedaj pa je prevzel posest Gustav grof Bloome. Grad, ki je bil takrat že v zelo slabem stanju, je sicer kmalu po letu 1830 dal popraviti tedanji lastnik Gorišek. Bloome je nameraval grad temeljito obnoviti , kar naj bi izvedel znameniti dunajski arhitekt Theophil Hansen, a obnove ni izpeljal do konca zaradi prešibkega terena, ki naj ne bi zdržal novih dozidav. Grad je bil nato prepuščen lastni usodi, leta 1868 pa so pod njim pozidali vilo v katero so se preselili.
Nemško pišoča pisateljica slovenskega rodu Ana Wambrechtsamer (1897 - 1933), doma iz trga Planina nedaleč od ruševin gradu, je napisala zgodovinski roman »Danes grofje Celjski in nikdar več«. Grad Planino pa že v 13. stoletju omenja minnesängerski pesnik Wolfram von Eschenbach v svojem znamenitem epu Parsifal.

## Galerija
- Okrog leta 2000
- Vhod v osrednji del leta 2022
- Dostop v grad
- Pogled na grad iz parka